# Herman Vouk
Herman Vouk (engl. Herman Wouk; 27. maj 1915 — 17. maj 2019) bio je američki književnik.

## Dela
Njegova dela obuhvataju istorijske romane o Drugom svetskom ratu (Vetrovi rata, Rat i sećanje), i naučno-popularna dela kao što je Ovo je moj Bog, popularno objašnjenje Judaizma sa modernog ortodoksnog stanovišta, napisano podjednako za jevrejsku i nejevrejsku publiku.
Njegova dela prevedena su na 27 jezika.

## Priznanja
Njegov roman Pobuna na Kainu osvojio je Pulicerovu nagradu 1951.
Vašington Post nazvao je Vouka, koji živi veoma povučeno, "usamljenim doajenom američkih pisaca istorijskih romana." Istoričari, pisci, izdavači i kritičari okupljeni u Biblioteci Kongresa 1995. povodom Voukovog 80. rođendana opisali su ga kao američkog Lava Tolstoja. 

## U popularnoj kulturi
Na osnovu istorijskih romana o sudbini američke porodice Henri i jevrejske porodice Jastrov u Drugom svetskom ratu, snimljene su popularne serije: Vetrovi rata (1983) i Rat i sećanje (1988), sa Robertom Mičamom i Šeron Stoun u glavnim ulogama.

## Spoljašnje veze
- Zvanični veb-sajt